# Immota manet
Immota manet, letteralmente Rimane immutata, normalmente tradotta in Resta ferma, ben salda, è una locuzione latina attribuita all'umanista aquilano Salvatore Massonio che a sua volta la prelevò da un brano delle Georgiche di Virgilio in cui si celebra la capacità della quercia o del faggio di radicarsi fortemente nel terreno e, dunque, di rimanere ferma.

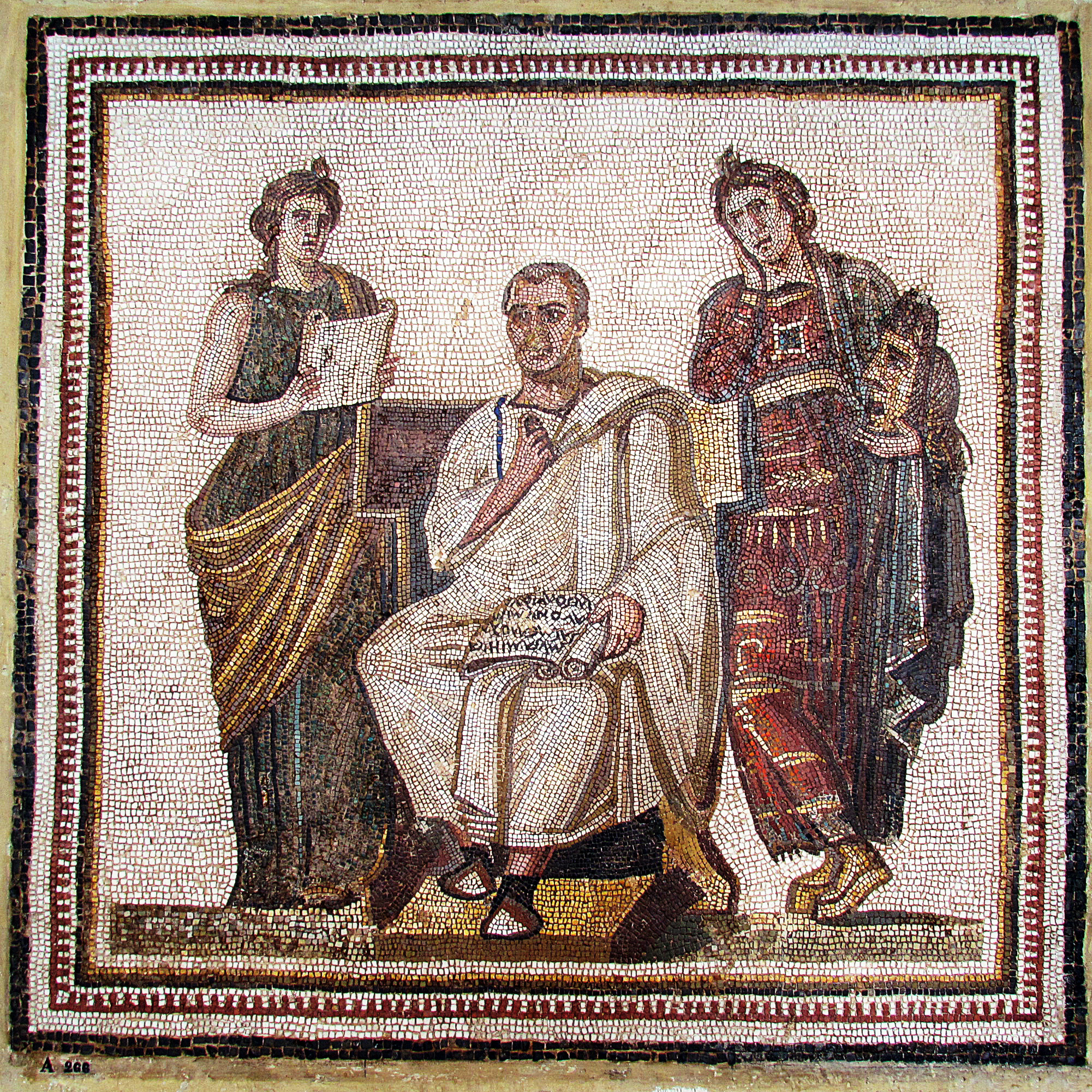
Virgilio con lEneide tra Clio e Melpomene (Museo nazionale del Bardo, Tunisi)

Il poeta latino utilizza la stessa locuzione anche in alcuni punti dell'Eneide: la sua variante più celebre è infatti contenuta nel libro IV in forma di invito ad Enea a non lasciarsi smuovere dalle proprie decisioni e rigettare indietro le lacrime per l'abbandono di Didone. 
(Virgilio, Eneide, IV, 449)
In questo caso il detto completo sarebbe Mens immota manet, traducibile in Rimane fermo nelle sue scelte, nel suo pensiero. Nella sua forma abbreviata (Mens immota) essa compare su una medaglia dei Gonzaga (signori di Mantova, città natale di Virgilio) insieme alla data del 1638.

## Il motto nello stemma dell'Aquila

Uno riproduzione dello stemma dell'Aquila

Per mezzo di Massonio, il motto di Virgilio venne rapidamente fatto proprio dalla comunità ed arrivò, sin dal XVII secolo, a campeggiare sullo stemma cittadino. È storicamente accostato alle sequenze di terremoti che hanno colpito e distrutto L'Aquila sin dalla sua fondazione nel XIII secolo e, di conseguenza, al desiderio di risorgere dei suoi abitanti ed al fatto che la città è sempre stata ricostruita e abbia sempre conservato la sua posizione geografica e la sua centralità sociale nella valle dell'Aterno. Nella sua accezione negativa (Rimane immobile) il detto critica un atteggiamento di chiusura della città e dei suoi abitanti in una sorta di conservatorismo locale.
La locuzione compare nello stemma comunale lateralmente all'emblema dell'aquila linguata, simbolo della città, con le due parole separate nel mezzo dal trigramma PHS, sulla cui origine e significato sono state formulate varie ipotesi. La più conosciuta è quella che associa alle tre lettere le parole Publica, hic e salus che formerebbero, nel complesso, la frase Immota publica hic salus manet, letteralmente La salute pubblica qui rimane immutata; una variante di questa ipotesi è la locuzione Immota publica his salus manet, traducibile con Rimane salda a difesa della pubblica salute, dell'interesse della comunità. Altre ipotesi tendono a separare il trigramma dal contesto o, addirittura, a far risalire l'attuale PHS da un errore di trascrizione del cristogramma IHS, reso popolare da San Bernardino da Siena che morì proprio all'Aquila nel 1440. Ultima ma non meno importante, l'ipotesi che si tratti di una variante laica del cristogramma: Publica Hominum Societas, cui sembrano riferirsi Rousseau nel "Contrat social", I, 6 n.: "les maisons font la ville, mais les Citoyens font la Cité" (le case fanno la città, ma i Cittadini fanno la Città); e Hölderlin nell'ode "Rousseau": "wie Adler // den Gewittern" (come aquila // alle tempeste).